# Мумба, Роберт Мамбо
Роберт Мамбо Мумба (англ. Robert Mambo Mumba; род. 25 октября 1978, Момбаса) — кенийский футболист и тренер, полузащитник. Играл в шведском клубе «ГИФ Сундсвалль».

## Биография
Родился в Момбасе 25 октября 1978 года. До весны 2006 года играл за норвежский футбольный клуб «Викинг». Кроме того играл за следующие футбольные клубы: «Эребру», «Хеккен», «Гент». 8 февраля 2011 года расторг контракт с «ГИФ Сундсвалль» и присоединился к футбольному клубу «Далькурд».
Сыграл 50 международных матчей и забил 15 голов за сборную Кении по футболу. В 2004 году играл в Кубке африканских наций. Был капитаном сборной Кении по футболу после ухода Мусы Отиено.